# Conde de Cawdor
El conde de Cawdor (Earl Cawdor), de Castlemartin en Pembrokeshire, es un título nobiliario del Reino Unido. Fue creado en 1827 para John Campbell, 2º barón de Cawdor.

## Historia
Esta rama del Clan Campbell desciende de Sir John Campbell (fallecido en 1546), tercer hijo de Archibald Campbell, 2º conde de Argyll (cuyo hijo mayor Colin fue el antepasado de los duques de Argyll; consúltese el último título para conocer la historia anterior de la familia). Su descendiente Pryse Campbell (m. 1768) representó a Nairnshire en la Cámara de los Comunes. Su hijo John Campbell fue Parlamentario por Nairnshire y Cardigan. En 1796 fue elevado a la nobleza como barón de Cawdor, de Castlemartin en Pembrokeshire.

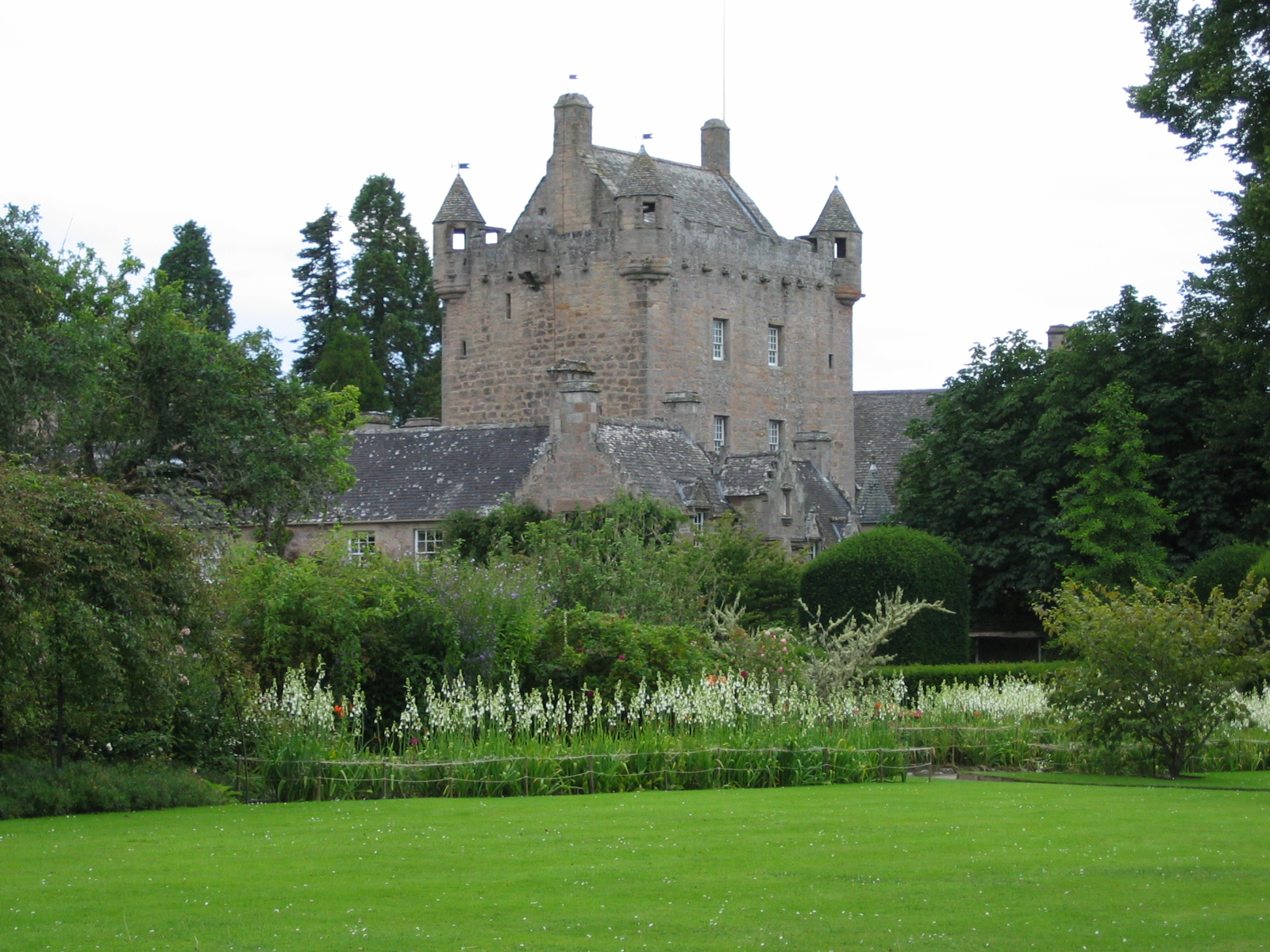
Castillo Cawdor

Le sucedió su hijo mayor, el segundo barón. Representó a Carmarthenshire en el Parlamento y desempeñó el cargo de Lord Teniente de Carmarthenshire. En 1827 fue nombrado vizconde de Emlyn, de Emlyn en Carmarthenshire, y conde de Cawdor, de Castlemartin en el Condado de Pembroke. Estos títulos formaban parte de la nobleza del Reino Unido. Su hijo, el segundo conde, fue miembro del parlamento por Pembrokeshire y Lord Teniente de Carmarthenshire. Le sucedió su hijo mayor, el tercer conde. Fue un político del Partido Conservador y desempeñó brevemente el cargo de Primer lord del Almirantazgo en 1905. Lord Cawdor también fue Lord Teniente de Pembrokeshire y presidente del Great Western Railway.
En 2014, los títulos están en manos de su tataranieto, el séptimo conde, quien sucedió a su padre en 1993. También es el vigésimo quinto Thane de Cawdor.
Se pueden mencionar varios otros miembros de esta rama de la familia Campbell. Sir George Campbell, hermano menor del primer barón, fue almirante de la Marina Real británica. El Honorable George Pryse Campbell, segundo hijo del primer barón, fue contralmirante en la Royal Navy. El general de brigada John Vaughan Campbell, quien recibió la Cruz Victoria en 1916, fue el segundo hijo de Ronald George Elidor Campbell, segundo hijo del segundo conde. El coronel Ian Malcoln Campbell, tercer hijo del tercer conde, fue Lord Teniente de Nairnshire. Liza Campbell es la segunda hija del sexto conde.
El origen de la familia es el Castillo Cawdor situado cerca de Cawdor, Nairnshire, asociado también con el antiguo título de Thane de Cawdor. Otros asientos familiares en el pasado incluyeron Golden Grove en Carmarthenshire, Gales, que fue legado a John Campbell, 1er conde de Cawdor por su amigo, John Vaughan, después de su muerte en 1804, y también Stackpole Court en Pembrokeshire, Gales, adquirido por el matrimonio de Alexander Campbell con Elizabeth Lort.

## Barones Cawdor (desde 1796)
- John Campbell, 1er barón de Cawdor (1753–1821)
- John Frederick Campbell, 2º barón de Cawdor (1790–1860) (creado conde de Cawdor en 1827)

## Condes de Cawdor (desde 1827)
- John Campbell, 1er conde de Cawdor (1790–1860)
- John Campbell, 2º conde de Cawdor (1817–1898)
- Frederick Campbell, 3º conde de Cawdor (1847–1911)
- Hugh Campbell, 4º conde de Cawdor (1870–1914)
- John Campbell, 5º conde de Cawdor (1900–1970)
- Hugh John Vaughan Campbell, 6º conde de Cawdor (1932–1993)
- Colin Campbell, 7º conde de Cawdor (n. 1962)

El heredero natural es el hijo del titular actual, James Chester Campbell, vizconde de Emlyn (nacido en 1998).